# Kapucínska (Bratislava)
Kapucínska ulice je ulice v Bratislavě v historickém centru Starého Města. Nachází se hned vedle Župního náměstí a přes její střed vede tramvajová trať po nadjezd nad Staromestskou směrem pod Hradní vrch směrem do Karlově Vsi a Dúbravky. V roce 2006 prošla kompletní rekonstrukcí povrchu, přičemž v blízkosti byla objevena stará studna, která byla při této příležitosti zrekonstruována. Na Kapucínské stojí starý kapucínský kostel (kostol svätého Štefana) a nachází se zde městská knihovna. Ulice se křižuje s Klariskou ulicí, přičemž Klariská začíná podchodem pod Kapucínskou.

## Galerie

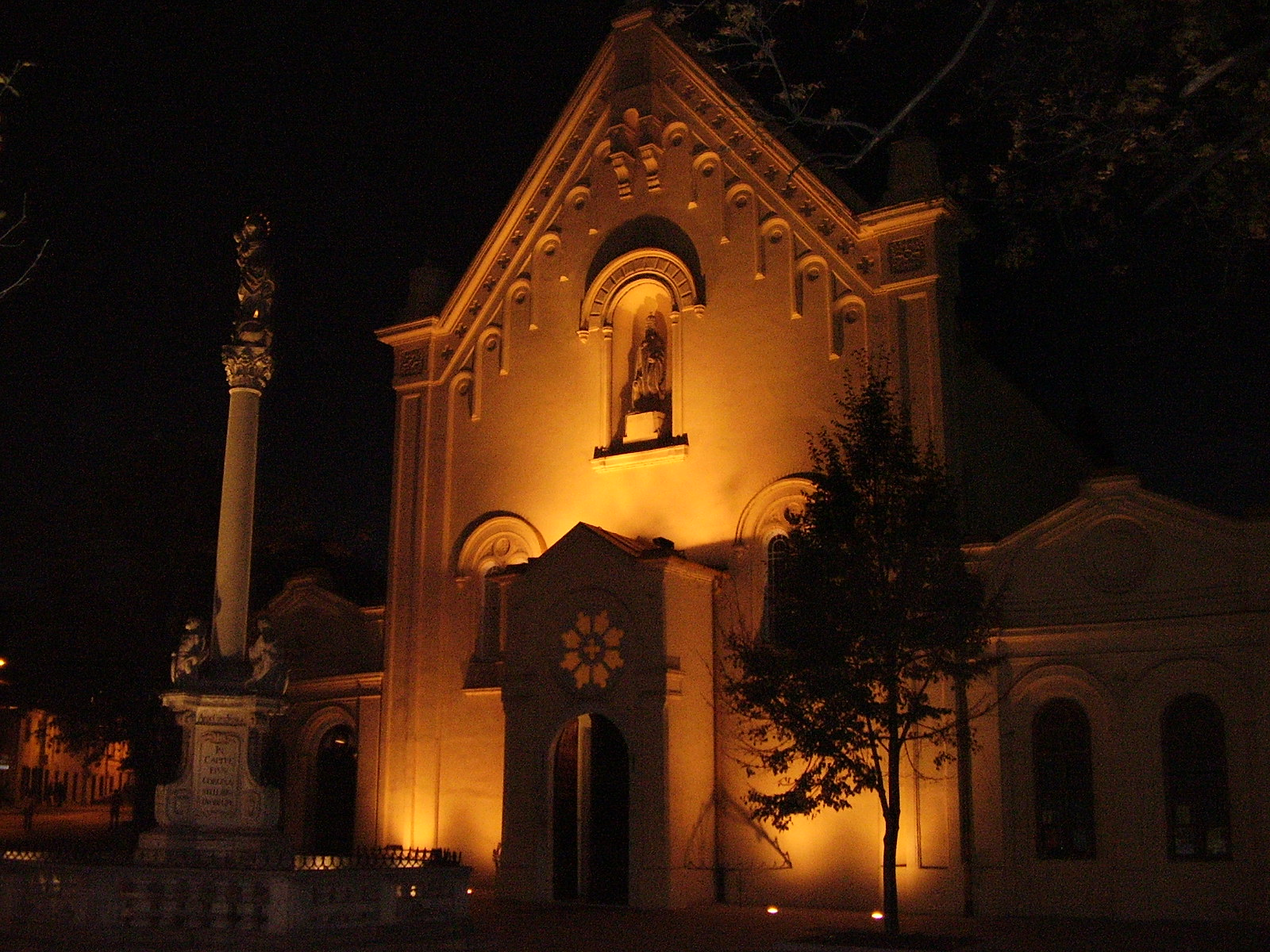
Nasvětlený Kapucínský kostel v noci
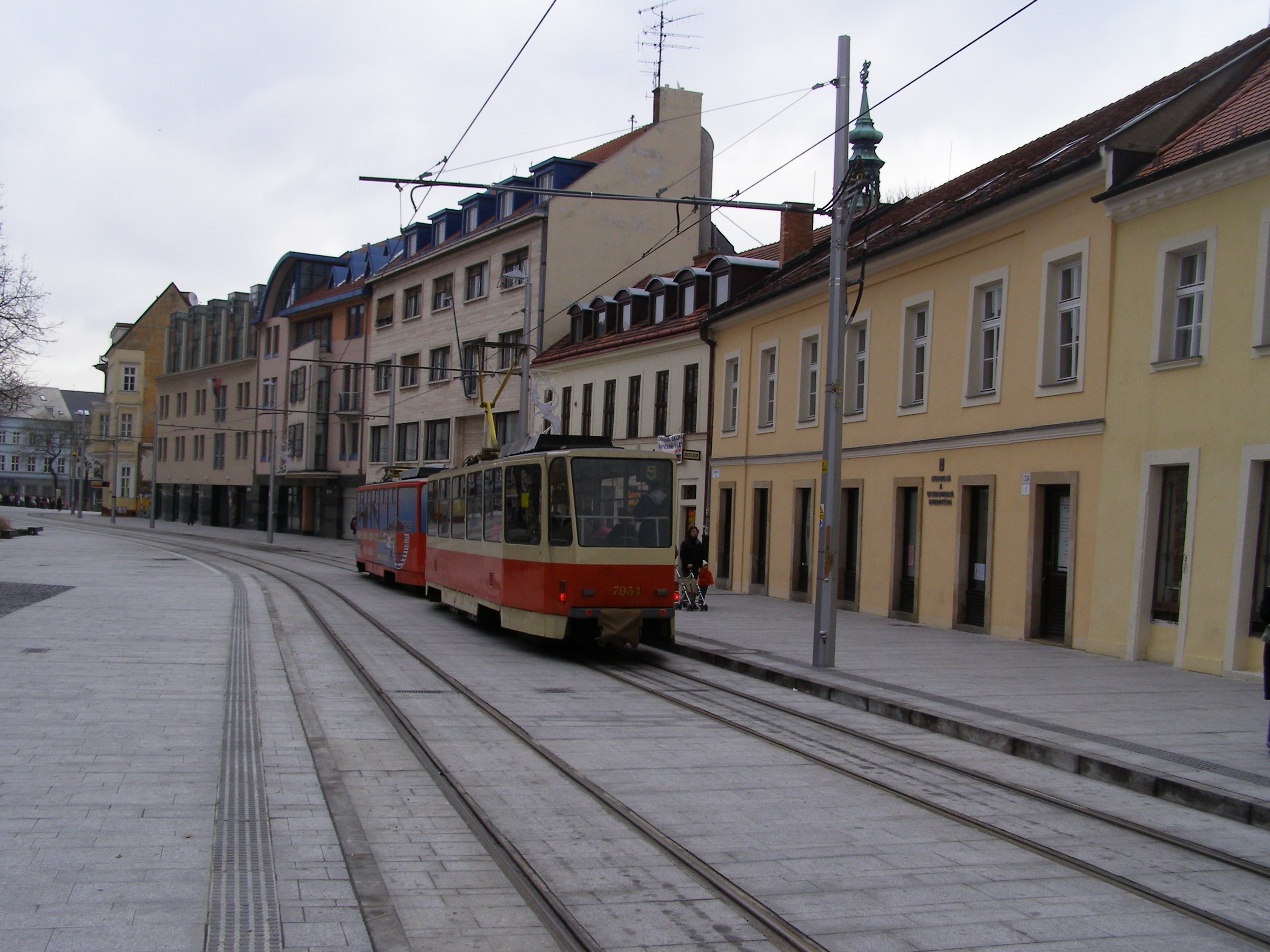
Kapucínská ulice s električkou T6A5 stojící na zastávce
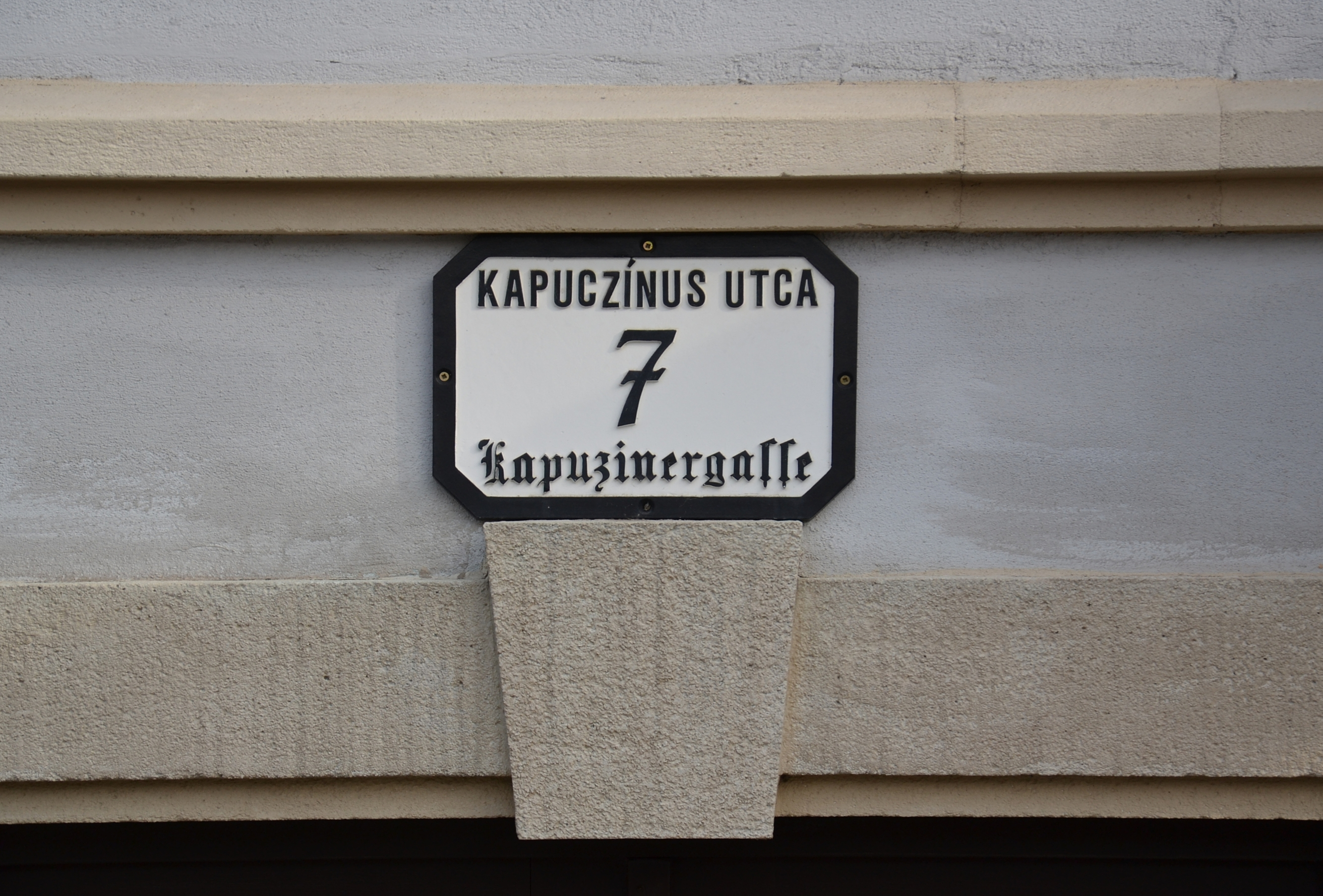
Stará tabulka